# Armería
Armería är en kommun i Mexiko.   Den ligger i delstaten Colima, i den södra delen av landet, 500 km väster om huvudstaden Mexico City. Antalet invånare är 24 939. Arean är 342 kvadratkilometer.
Terrängen i Armería är kuperad norrut, men söderut är den platt.
Följande samhällen finns i Armería:
- Armería
- Los Reyes
- Colonia Sagrado Corazón